# Zisterzienserinnenabtei Guldenberg

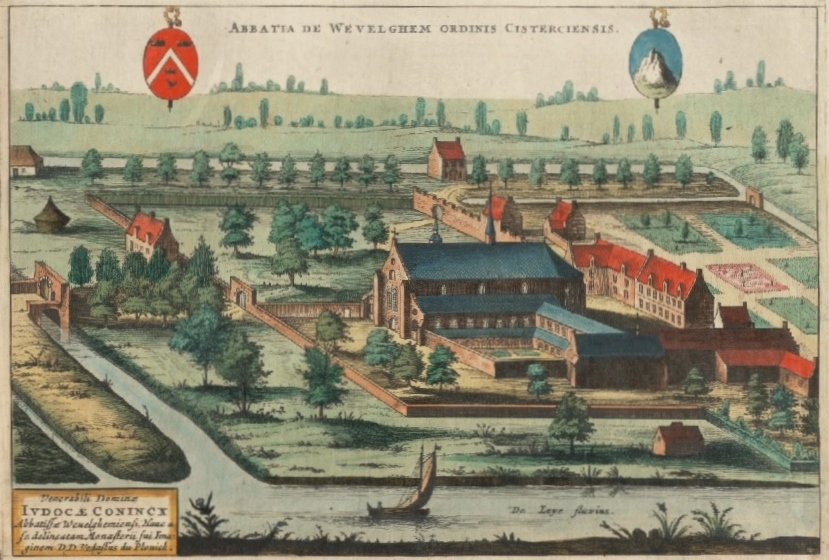
Das Kloster um 1641

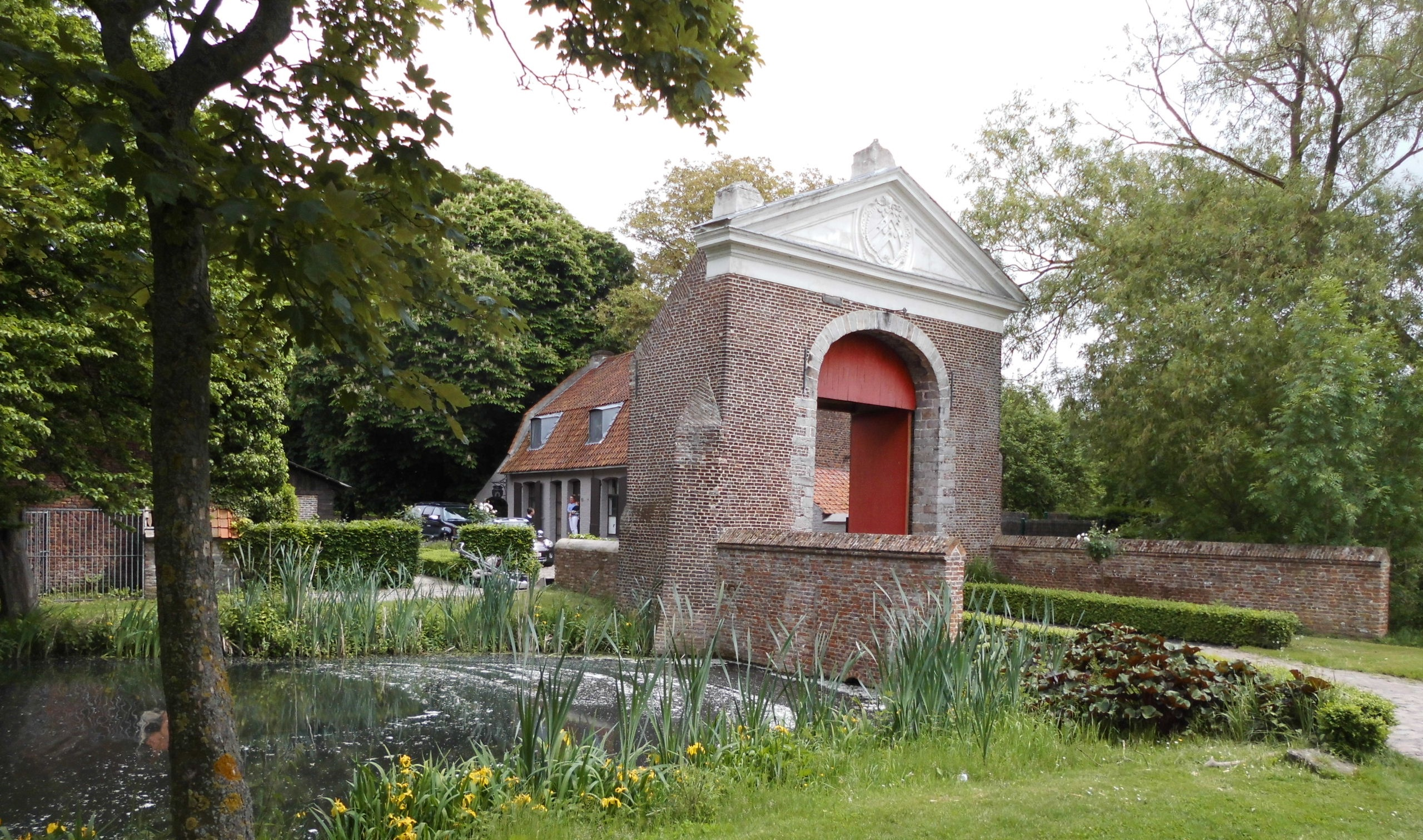
Westliches Tor

Die Zisterzienserinnenabtei Guldenberg (französisch: Mont d’Or) war von 1214 bis 1797 ein Kloster der Zisterzienserinnen, zuerst in Moorsele westlich Wevelgem, ab 1242 in Wevelgem, Provinz Westflandern, in Belgien.

## Geschichte
Das Nonnenkloster Wevelgem wurde 1214 von einer Burggräfin von Kortrijk in Moorsele gegründet und ab 1242 progressiv in geringer Entfernung an den Fluss Leie verlegt. Nach mancherlei Verwüstungen kam es im 18. Jahrhundert zur größten Blüte des baulich imposanten Klosters. Zu den wichtigeren der 36 Äbtissinnen gehörten Elisabeth de La Tramerie (1554–1594), Beatrix vanden Abeele (1599–1621), Augustina Peuterman (1727–1769), Caroline de Patin (1769–1784) und Alberica de Madre (1788–1797), die das durch die Französische Revolution 1797 aufgelöste Kloster mit 35 Schwestern verließ. Fast alle Klostergebäude wurden abgebaut. Vom Klostergutshof sind zwei Eingangstore und eine Scheune übrig. Die Abtei besaß (wie Stift Heiligenkreuz) eine Dornreliquie, die sich heute in der Sint-Hilariuskerk von Wevelgem befindet.